# Châteaudouble (Var)
Châteaudouble is een gemeente in het Franse departement Var (regio Provence-Alpes-Côte d'Azur) en telt 459 inwoners (2005). De plaats maakt deel uit van het arrondissement Draguignan.
Het centrum is gebouwd tegen een rotshelling op een hoogte van 525 m, bijna 150 m boven de rivier Nartuby. De plaats is ontstaan in de 11e eeuw rond twee kastelen op deze moeilijk toegankelijke plaats. De kastelen waaraan de plaats haar naam dankt zijn afgebroken.

## Geografie
De oppervlakte van Châteaudouble bedraagt 40,3 km², de bevolkingsdichtheid is 11,4 inwoners per km².
De plaats ligt 8 km ten oosten van Ampus.
De onderstaande kaart toont de ligging van Châteaudouble (Var) met de belangrijkste infrastructuur en aangrenzende gemeenten.

## Demografie
Onderstaande figuur toont het verloop van het inwonertal (bron: INSEE-tellingen).